# Казахское языкознание
Казахское языкознание — раздел науки, исследующий общие законы строения и функционирования казахского языка.

## История
История казахского языкознания делится на 2 периода: а) до формирования национального языкознания; б) образование национального языкознания.
Период до формирования национального языкознания начинается со 2-й половины XIX в., когда вышли в свет отдельные труды, учебники по грамматике: «Грамматика турецкая, персидская, киргизская и узбекская» М. А. Терентьева (1875), «Краткая грамматика казах-киргизского языка» П. М. Мелиоранского (1894, 1897), «Грамматика киргизского языка» В. В. Катаринского (1897). В книгах даны сведения о звуковом составе и грамматическом строе казахского языка, вопросы фонетики, этимологии, синтаксиса. С некоторыми особенностями казахского языка ознакомил в своём труде «Материалы к изучению киргиз-казахского наречия» Н. И. Ильминский (1861). До становления национального языкознания были изданы около 40 словарей (А. Е. Алекторов «Краткий казахско-русский словарь», 1891; «Начальное руководство к изучению арабского, персидского и татарского языков с наречиями бухарцев, башкир, киргизов и жителей Туркестана»; Т. Бокин, «Русско-киргизский словарь», 1913; Н. И. Ильминский, «Материалы к изучению киргиз-казахского наречия», 1861 и др.). В этих словарях нашла отражение лексика казахского языка.
Становление национального языкознания подразделяется на: а) период до политических гонений и изгнаний (1912—29); б) период после (1930—88).
Становление и развитие казахского языкознания как науки связано с именем А. Байтурсынова, чьи труды охватили основные области лингвистики: фонетику, грамматику, тюркологию, методику преподавания и т. д. В его трудах «Тіл-құрал»(«Пособие по языку»), статьях и выступлениях поднимаются актуальные проблемы языкознания. Во 2-й половине XIX в. И. Алтынсарин работал над казахским алфавитом, основанным на русской графике. В начале XX в. работа велась над унифицированием казахской письменности на основе арабской графики, реформатором которой являлся А. Байтурсынов. Исследования А. Байтурсынова по фонетике, фонологии казахского языкознания продолжили Е. Омаров, К. Кеменгеров, Т. Шонанов, Ж. Аймауытов, К. Жубанов. Работы, посвящённые основным принципам казахской орфографии, публиковались на страницах периодических изданий «Енбекши казах», «Жаңа мектеп» («Новая школа»). На формирование грамматики казахского языкознания оказали влияние учебники и научные труды А. Байтурсынова. В его учебных пособиях, посвящённых системам и видам слова и предложения, исследуются морфология и синтаксис казахского языка. Благодаря данным исследованиям сформировалась и утвердилась терминология: сөз тіркесі (словосочетание), сөйлем (предложение), бастауыш (подлежащее), баяндауыш (сказуемое), зат есім (имя существительное), етістік (глагол), толықтауыш (дополнение) и т. д. В трудах А. Байтурсынова рассмотрены проблемы словообразования, функциональной грамматики, лексикологии и лексикографии. Одновременно с созданием монографических трудов проводились работы по утверждению терминологии по данным разделам. Например, А. Байтурсынов при создании терминов зат есім (имя существительное), сын есім (имя прилагательное), етістік (глагол), есімдік (местоимение), одағай (междометие), үстеу (наречие), шылау (служебные слова), бастауыш (подлежащее), есімше (причастие), көсемше (деепричастие) и др. опирался на богатые традиции казахского языка.
Учёные, создававшие учебники по естественным и гуманитарным наукам, сыграли значительную роль в установлении терминологии по отраслям. Терминологические словари выполняли одновременно функции толкового, фразеологического, диалектологического словарей. История и диалектология казахского языка была предметом отдельных исследований. Например, особенности местного языка и этимологии слов казахского языка рассматриваются в научном труде «Тіл туралы» («О языках»), «Литературный язык и правописание», Ж. Аймауытова, «Казахско-русский разговорник», «Дұрыс па? Бұрыс па?» К. Кеменгерова.
Были организованы съезды и конференции, посвящённые актуальным проблемам казахского языкознания. Первый съезд казахских учёных проходил 12—18 июня 1924 в Оренбурге, на котором рассматривались вопросы культуры письма, азбуки и названия учебных предметов казахского языка. Обсуждались вопросы правописания, алфавита и орфографии. Орфография, правила и проект правильных названий слов и терминов рассматривались на научно-практической конференции 2—4 июня 1929 в Кызылорде.
В 1934 был организован Казахский научно-исследовательский институт национальной культуры, в 1938 — Казахский филиал АН СССР. Эти научные учреждения провели организационную работу по изучению казахского языка. Этот период ознаменовался выпуском в свет новых учебников по грамматике, лингвистических сборников, словарей. Были выпущены словари, грамматические научные труды, учебники для средних школ и педагогических училищ. Образование в 1946 Института языка и литературы, а позже (1961) Института языкознания содействовало активному научному исследованию проблем казахского языка.
1960—70 годы ознаменованы выходом монографических трудов по языкознанию. Итогом научно-исследовательских работ в каждой отрасли казахского языкознания (фонетика, лексикология, грамматика, культура речи, история языка и диалектология) явился выпуск в свет различных учебников, словарей, научных трудов.
Начало исследований раздела сравнительной фонетики относится к 1930. В них изучались состав звуков казахского языка, система слогов, интонация, её разновидности. Первым среди казахских учёных исследованием фонетики занялся К. Жубанов в трудах «Лекции по научному курсу казахского языка», «Фонетика казахского языка», «Как можно делить слова на слоги». Вышла в свет книга Г. Бегалиева «Буквы, звуки, слоги» (1935). В трудах Н. Туркпенбаева, Б. Калиева, А. Жунисбекова, С. Татубаева изучались вопросы интонации, редукции гласных, акустическо-артикуляционного свойства гласных звуков, статистические характеристики гласных.
В 1930—40 были классифицированы части речи и их категории. В учебниках для начальных и средних школ были даны сведения о грамматическом строе казахского языка.
В 40-х гг. выходят монографические исследования об отдельных проблемах синтаксиса. Казахские учёные исследуют сложные слова и их разновидности, морфологическую структуру, общетеоретические вопросы грамматики. Многие исследования посвящены определению значения каждой части речи, их грамматической категории, синтаксической роли. В работах проф. К. Жубанова, посвящённых вопросам синтаксиса «Из истории порядка слов в предложении» (в кн. «Исследования по казахскому языку», вып. 1, 1936) и «О формах сочетания слов в казахском языке» (в кн. «Исследования по казахскому языку», 1966), охарактеризованы способы связи слов и их порядок в предложении. Были решены спорные вопросы синтаксиса казахского языка, описаны виды простого и сложного предложений, раскрыты природа и характер безличных предложений, даны сведения по синтаксису разговорной речи (А. Абилькаев, Х. Есенов, М. Томанов, М. Сергалиев, А. Абылаков, К. Бейсенбаева и др.).
Вышел в свет обобщающий теоретическией труд «Қазіргі қазақ тілі» («Современный казахский язык», 1954). В 1962 вышел учебник, посвящённый проблемам фонетики и морфологии. В 1967 вышла книга, в которой рассмотрены проблемы морфологии, синтаксиса — «Қазақ тілінің грамматикасы» («Грамматика казахского языка») в 2-х тт.
В 80-х гг. словообразование выделилось как самостоятельная отрасль.
До 1950 лексикология как отдельный раздел не изучалась. Первое учебное пособие по лексикологии казахского языка для вузов выпустил Г. Мусабаев. В 1950—60 начинается работа по изучению семантики языковых единиц, омонимов, архаизмов, историзмов, синонимов и путей их образования, переносных значений слов, заимствований из других языков. И. Кенесбаев исследовал проблемы фразеологии, создал «Фразеологический словарь казахского языка» (1977).
Вышли в свет «Толковый словарь казахского языка в 10 томах», «Словарь языка Абая», словарь синонимов, лингвистический, орфографический, диалектологический, орфоэпический и др. словари. Вышел в свет этимологический словарь казахского языка. Был создан ряд русско-казахских орфографических и терминологических словарей.
Проблемы ономастики не были предметом серьёзного исследования. Только в 1950—60 при Институте языкознания начал работать отдел ономастики. Вышли монографии по проблемам географических названий (топонимика) и собственных имён людей (антропономика).
Развитие различных отраслей науки и техники, потребность называния понятия новыми терминами привела к необходимости создания в казахском языке научно-технических терминов. В основу казахской терминологии были взяты два принципа. В тех случаях, когда термины являлись международными (химия, физика и пр.), они не переводились и использовались, как в языке источнике. Если научно-технические термины имели в казахском языке эквивалент, соответствие, то они переводились (напр., производительные силы — өңдіргіш күштер, прибавочная стоимость — қосымша құн, подлежащее — бастауыш, суффикс — жұрнақ). В 1981 в Институте языкознания начал работать отдел терминологии и теории перевода, который исследует исторические пути возникновения терминов и принципы их создания. По вопросам теории перевода были изданы монографии, в которых исследовалась роль развития литературного языка в периодической печати.
В 1920—30 опубликованы труды Б. Абылкасимова, Н. Карашевой, С. Исаева и др. о роли печати в развитии казахского литературного языка. Исследования истории языка позволили выяснить структуру казахского языка в ранние периоды его развития. Группа учёных занимается изучением рунических памятников, эпиграфики.
С 1958 стали изучаться диалектные особенности казахского языка. Сведения по истории и диалектологии казахского языка содержатся в монографии С. Аманжолова «Вопросы диалектологии и истории казахского языка». Проблемы диалектов казахского языка, их лексические, фонетичекские и грамматические особенности рассматривали Г. Айдаров, А. Борибаев, X. Каримов, Ж. Болатов, Ш. Сарыбаев, А. Нурмагамбетова и др. Были выпущены диалектологические атласы.
В 1969 при Институте языкознания открылся отдел культуры языка.
С 1970 исследуется язык фольклора и язык художественной литературы.
Новые в казахском языкознании отрасли — статистистическая лингвистика, социолингвистика, психолингвистика, этнолингвистика — получили бурное развитие. Основными направлениями казахского языкознания стали: изучение истории языка, взаимодействия языков народов Казахстана, процессов двуязычия и многоязычия в республике, составление словарей языка произведений крупных казахских писателей, написание академической и исторической грамматики казахского языка, составление диалектологического атласа казахских говоров, всестороннее исследование звукового строя казахского языка экспериментальным методом, составление этимологических русско-казахского и казахско-русского словарей, словаря иностранных слов в казахском языке, словарей по различным отраслям науки и техники, решение спорных вопросов в области лексикографии, дальнейшее развитие исследований по языку произведений художеств, литературы и фольклора, создание монографических трудов по важным вопросам культуры речи и стилистики казахского языка.
Казахские языковеды применяют в своих исследованиях новые методы, активно включаются в разработку проблем общей тюркологии, алтаистики, общего языкознания.